# Hexatoma (Eriocera) boettcheri
Hexatoma (Eriocera) boettcheri is een tweevleugelige uit de familie steltmuggen (Limoniidae). De soort komt voor in het Oriëntaals gebied.